# بيتر مارتن (منافس ألعاب قوى)
بيتر مارتن (بالإنجليزية: Peter Martin)‏ هو منافس ألعاب قوى نيوزيلندي، ولد في 23 فبراير 1962.

## روابط خارجية
- بيتر مارتن على موقع Paralympic.org (الإنجليزية)
- بيتر مارتن على موقع اللجنة البارالمبية النيوزيلندية (الإنجليزية)